# Dušan Bestvina
Dušan Bestvina (* 21. April 1981 in Trnava, ČSSR) ist ein slowakischer Fußballspieler auf der Position eines Abwehrspielers. Seit dem Frühjahr 2018 spielt er beim ASV Radlberg in der achtklassigen 2. Klasse Traisental.

## Karriere

### Anfänge in der Heimat
Bestvina begann seine aktive Karriere als Fußballspieler in seiner Geburtsstadt beim FC Spartak Trnava, für die er bereits im Nachwuchs aktiv war. Nachdem er mehrere Jugendspielklassen durchlief, kam er im Jahre 1998 erstmals in den Kader der Profimannschaft. Bis zur Winterübertrittszeit der Saison 2000/01 absolvierte er daraufhin 23 Ligaspiele ohne Torerfolg für Trnava, ehe er nach Banská Bystrica, der sechstgrößten Stadt der Slowakei, zum dort ansässigen FK Dukla Banská Bystrica wechselte, die ihren Spielbetrieb seit 1993 in der Corgoň liga, der höchsten Spielklasse im slowakischen Fußball hat. Nach nur einem Jahr kehrte er jedoch wieder nach Trnava zurück und erkämpfte sich in Folge einen Platz im Stammkader, der ihn von 1998 bis 2001 noch verwehrt blieb. Nach seiner Rückkehr absolvierte er 38 Ligaspiele mit einem Saisontor für Spartak.

### Als Legionär in Österreich und Schottland
2005 wechselte Bestvina zum FC Mistelbach, dessen Kampfmannschaft am ÖFB-Cup 2003/04 teilgenommen hatte. Die Mannschaft spielte damals, wie auch noch zur Zeit Bestvinas Wechsel, in der niederösterreichischen Landesliga, einer von acht vierthöchsten Spielklassen Österreichs. Davor war in der Winterpause 2004/05 noch ein eventueller Wechsel zum gerade in die slowakische Zweitklassigkeit aufgestiegenen OFK 1948 Veľký Lapáš im Raum gestanden. Bei den Niederösterreichern stand er bis zu seinem Abgang im Jahre 2007 im Stammkader und kam so zu einer Vielzahl an Einsätzen.
Nach über zwei Jahren in der Unterklassigkeit machte Bestvina Mitte September 2007 wieder einen großen Schritt in Richtung Profifußball, als er zum FC Clyde nach Schottland wechselte. Die Kampfmannschaft des Vereins spielte damals in der Scottish Football League First Division, der zweithöchsten Spielklasse im schottischen Fußball. Sein Teamdebüt kam der damals 26-jährige Defensiv-Allrounder gleich nach seiner Verpflichtung am 15. September 2007 gegen den Queen of the South FC. Das Match endete in einem 1:1-Auswärtsremis; Bestvina war dabei die volle Spieldauer im Einsatz. Nach einigen Ligaeinsätzen für die Profimannschaft, erzielte er am 22. März 2008 abermals in einer Partie gegen den Queen of the South FC sein erstes Tor. Doch anstatt ins Tor des Gegners traf der Abwehrspieler in der 88. Spielminute ins eigenen Tor und besiegelte somit die 1:4-Heimniederlage gegen den Verein aus Dumfries.
Nachdem er insgesamt 23 Meisterschaftsspiele für den FC Clyde absolviert hatte, wurden ihm und seinem Teamkollegen, dem Torhüter David Hutton, im Januar 2008 Verträge mit einer Laufzeit von 18 Monaten unterbreitet, die beide Spieler daraufhin auch unterzeichneten. Bestvina stieg im Gegensatz zu seinem Kollegen Hutton bereits im Juni 2008 aus dem Vertrag aus und war damit neben Christian Smith einer von zwei Spielern, die zur gleichen Zeit den Verein verließen.

### Zurück nach Österreich
Seine nächste Station führte den Abwehrspieler wieder zurück nach Österreich zu seinem ehemaligen Verein, dem FC Mistelbach, dessen Kampfmannschaft ihren Spielbetrieb noch immer in der Landesliga Niederösterreich hatte. Für den Verein kam er bis zu seinem Wechsel im Sommer 2011 in 83 Meisterschaftsspielen zum Einsatz und erzielte dabei fünf Treffer. Weitere Stationen führten ihn zum ASC Götzendorf, zum SC Gattendorf, zum ASK-BSC Bruck/Leitha, zu den Sportfreunden Berg, zum USC Wilfleinsdorf und zum ASV Radlberg. In der Saison 2020/21 etwa spielte er an der Seite des 57 Jahre alten Frenkie Schinkels beim ASV Radlberg.